# Salamon Anikó
Salamon Anikó (Réty, 1945. július 2. – Kolozsvár, 1981. július 1.) néprajzkutató, szerkesztő.

## Életútja
Salamon (Sombori) Sándor leánya, Salamon András nővére. Középiskoláját a sepsiszentgyörgyi Elméleti Líceumban végezte (1963); két évet a marosvásárhelyi OGYI-n hallgatott (1964–66), majd a kolozsvári BBTE Filológiai (1968–69), majd a budapesti ELTE Bölcsészeti Karán (1969–73) végzett néprajz–magyar szakon. Hazatérve Kolozsváron egy ideig külső munkatársa volt időszaki lapoknak és a Kriterion Könyvkiadónak (1973–75), a Kriterion kolozsvári szerkesztőségében könyvszerkesztő, elsősorban a néprajzi tárgyú könyvek, valamint a Téka sorozat gondozója (1975–81).
Néprajzi kutatásai főleg a szellemi néprajz, a népi hitvilág elemeinek feltárására, értelmezésére irányultak. Első, nyomtatásban megjelent dolgozata: Nádsípkészítés a Hortobágyon (in: A Déri Múzeum Évkönyve, Debrecen, 1972). Jelentősebb közleményei: Mai népi hiedelmek (gyűjtőtársakkal, az ELTE sokszorosított kiadványaként. Budapest, 1975); A népi kultúra szerepe az értelmiségi tudat formálásában (in: Látóhatár. Kolozsvár, 1973); Egy büntető rítus jelentései (TETT, 1979/3); Életbe játszott hagyomány. Egy rítus jelhasználata (Korunk, 1981/1). Tragikus hirtelenséggel bekövetkezett halála után hagyatékából jelent meg: Szokás, ünnep, rítus (Dávid Gyula bevezetőjével), Utunk, 1981/31); Egy teljesebb néprajzi körkép igényével (Dávid Gyula bev. A Hét 1982/29); Kalotaszegi ünnepek – európai népszokások (Vasas Samuval, Korunk, 1982/5). Gazdag népi hiedelemgyűjtése kéziratban. 
A gyimesi csángók közt feljegyzett nagyterjedelmű kéziratos folklóranyagát a Néprajzi Múzeum Ethnológiai Adattára őrzi. 1981-ben öngyilkos lett.

## Főbb művei
- A népi kultúra szerepe az értelmiségi tudat formálásában; in: Látóhatár, Tizenöt tanulmány. Dacia Könyvkiadó (Kolozsvár, 1973)
- Háromszéki népballadák. Utunk. XXIX. évf. (1974)
- Gyimesi mondák; in: Mai népi hiedelmek; bev. Dömötör Tekla, Kákosy László; ELTE Ókori Történeti Tanszékei, Bp., 1975 (Az Eötvös Loránd Tudományegyetem ókori történeti tanszékeinek kiadványai)
- Így teltek hónapok, évek... Öt életrajz; a szövegeket válogatta és gondozta, az előszót és a jegyzeteket írta Salamon Anikó; Kriterion Könyvkiadó (Bukarest, 1979)
- Egy büntető rítus jelentései, TETT (1979)
- Életbe játszott hagyomány. Egy rítus jelhasználata. Korunk. XL. évf. (1981)
- Kalotaszegi ünnepek (Vasas Samuval, Nagy Olga előszavával, Budapest, 1986)
- Gyimesi csángó mondák, ráolvasások, imák; sajtó alá rend., jegyz. Mohay Tamás, bev. Dömötör Tekla; Helikon, Bp., 1987